# Павлович Ярослава Анатолівна
Ярослава Анатолівна Павлович (нар. 2 листопада 1969; Пінськ, Білоруська РСР) — білоруська веслувальниця, рульова, бронзова призерка Олімпійських ігор 1996 року, призерка чемпіонатів Європи. Заслужений майстер спорту Республіки Білорусь з академічного веслування.

## Біографія
Ярослава Павлович народилася 2 листопада 1969 року в місті Пінськ, Берестейської області. Академічним веслуванням почала займатися з дитинстваа. Підготовку проходила у місцевій дитячо-юнацькій школі олімпійського резерву, а потім у брестському обласному центрі олімпійського резерву.
За національну збірну Білорусі дебютувала у 1993 році в якості рульової човна-вісімки. На чемпіонаті світу разом з ним вона посіла п'яте місце. Згодом повторила цей результат у 1995 році. Вдалі виступи дали їй можливість представити Білорусь на Олімпійських іграх 1996 року, що проходили в Атланті. Палович була рульовою розпашного екіпажу-вісімки у складі: Олени Микулич, Марини Знак, Наталії Волчек, Наталії Стасюк, Валентини Скрабатун, Наталії Лавриненко, Олександри Панкіної та Тамари Давиденко. У фіналі цей екіпаж поступився збірним Румунії та Канади, ставши бронзовими призерами. За це досягнення спортсменка була нагородженна званням Заслуженого майстра спорту Республіки Білорусь.
Була у складі національної збірної у сезоні 1997 року, після чого в неї наступив великий перерив у виступах. Повернення спортсменки до складу збірної відбулося аж у 2009 році. На домашньому чемпіонаті Європи вона зуміла стати срібною призеркою, а через два роки повторила це досягнення. Окрім цього виступала у фіналах чемпіонатів Європи 2012, 2013, 2014 років, але медалей більше не завойовувала.

## Виступи на Олімпіадах
| Олімпіада    | Дисципліна | Місце |
| ------------ | ---------- | ----- |
| Атланта 1996 | вісімки    | 3     |